# Elecciones generales de Surinam de 1991
Las Elecciones Parlamentarias de Surinam de 1991 se llevaron a cabo el 25 de mayo de 1991. El resultado fue una victoria para la coalición Frente Nuevo para la Democracia y el Desarrollo, agrupación multiétnica que contaba con el apoyo del hinduista Partido de la Reforma Progresista, el nacionalista Partido Nacional de Surinam, el Partido por la Unidad Nacional y Solidaridad y el Partido Laborista de Surinam que logró recoger el 54,3% de los votos y 30 asientos aunque sin contar con 2/3 suficientes para elegir presidente. Por otro lado, la fuerza opositora del exdictador Desi Bouterse obtuvo 21.7% de votos y 12 escaños.
El 19 de julio se llevó a cabo la segunda vuelta electoral y el NF logró formar alianza con las agrupaciones Alternativa Democrática 91 y Pendawa Lima que daría como resultado la elección de Venetiaan como presidente con una cómoda ventaja de 39 escaños en el Parlamento. Surgirían igualmente nuevas agrupaciones políticas como el Partido Popular, Partido de Liberación General y Desarrollo del guerrillero Ronnie Brunswijk y el Partido Progresista del Pueblo de Surinam.
La participación electoral fue del 64,3%.

## Resultados
| Coalición      | Coalición                                         | Votos   | Porcentaje | Diputados |
| -------------- | ------------------------------------------------- | ------- | ---------- | --------- |
|                | Nuevo Frente para la Democracia y Desarrollo      | 86 217  | 54,3       | 30        |
|                | Partido Nacional Democrático                      | 34 429  | 21,7       | 12        |
|                | Alternativa Democrática 91-Pendawa Lima           | 26 446  | 16,7       | 9         |
|                | Unión de Trabajadores Progresistas y Agricultores | 4807    | 3          |           |
|                | Partij Perbangunan Rakjat Suriname                | 4463    | 2,8        |           |
|                | Partido Popular                                   | 1232    | 0,8        |           |
|                | Partido de Liberación General y Desarrollo        | 616     | 0,4        |           |
|                | Partido Popular Progresista Surinamés             | 599     | 0,4        |           |
| Total de votos | Total de votos                                    | 158 809 | 100        | 51        |

| Predecesor: Elecciones parlamentarias de 1987 | Elecciones Parlamentarias de Surinam 1991 | Sucesor: Elecciones parlamentarias de 1996 |

- Datos: Q16561233